# All Shall Fall
All Shall Fall es el octavo álbum de estudio de la banda noruega de black metal Immortal, publicado el 25 de septiembre en Europa y el 6 de octubre de 2009 en Norteamérica a través de la discográfica alemana Nuclear Blast. Este disco fue el primer trabajo del grupo tras su reunión en 2007 y supuso el debut del bajista Apollyon y la última grabación del vocalista y guitarrista Abbath con el conjunto. El álbum recibió en general buenas críticas y comparado a sus antecesores tuvo una buena recepción comercial en varios países europeos y logró posicionarse en el Billboard 200 estadounidense. La producción la realizó Peter Tägtgren, quien ya había participado con Immortal en trabajos anteriores, con la colaboración de la propia banda; por su parte, el guitarrista original Demonaz escribió todas las letras.
Nuclear Blast extrajo un sencillo del álbum, «Hordes to War», publicado conjuntamente con el tema «Valley of the Damned» de Hypocrisy limitado a únicamente a 333 copias. El disco recibió una nominación en la categoría de mejor álbum de metal de los Spellemann, el premio musical más importante de Noruega, aunque la banda exigió su retirada al considerarla un regalo de la industria musical. 

## Antecedentes

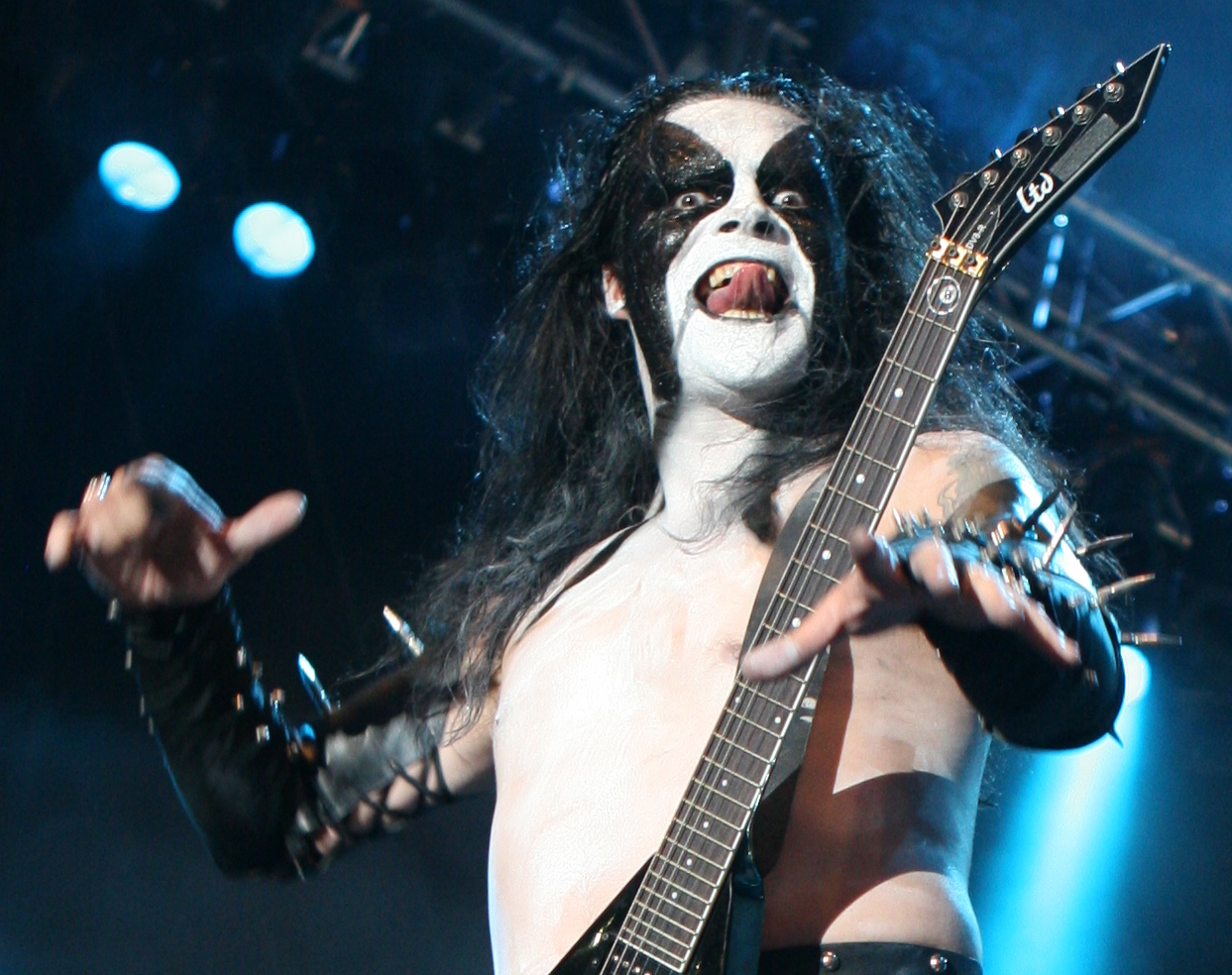
Abbath actuando en el Wacken Open Air de 2007.

Immortal publicó su séptimo álbum de estudio, Sons of Northern Darkness, en febrero de 2002. Un mes más tarde, el bajista Iscariah abandonó la banda para concentrarse en otros proyectos. Para poder llevar a cabo las actuaciones que tenían previstas, Immortal contrató al bajista Saroth. En julio de 2003, tras 13 años de carrera, la banda anunció su separación debido a problemas personales.
En verano de 2006, Immortal anunció que había estado ensayando con Horgh y Demonaz los viejos temas del grupo y que estaban pensando en una posible reunión; esta se materializó después de que Immortal fuera anunciada para algunos conciertos en 2007. La gira resultante, llamada 7 Dates of Blashyrkh Tour, y compuesta por siete fechas en Europa y Norteamérica fue la primera serie de conciertos con el actual bajista, Apollyon de la banda Aura Noir. Tras terminar la gira, la banda participó en varios conciertos más, mientras comenzaban a estudiar la idea de publicar un nuevo álbum de estudio.

## Grabación y producción
En enero de 2008, Immortal comenzó a componer y a ensayar material para un nuevo álbum. Después de pasar gran parte del año actuando en directo, la banda entró en los estudios Grieghallen (Oslo) y Abyss (Estocolmo) en abril de 2009 para comenzar la grabación del álbum. La producción volvió a ser realizada por el sueco Peter Tägtgren, quien trabajaba con la banda desde At the Heart of Winter (1999), mientras que en los estudios Grieghallen el ingeniero de sonido fue Eirik "Pytten" Hundvin, que había sido el productor de los tres primeros álbumes de Immortal. Tras un mes realizando la grabación la banda anunció el título del álbum, All Shall Fall, y la lista de canciones.

## Título del álbum y portada
Al igual que en trabajos anteriores, All Shall Fall está en inglés, y significa Todo debe caer; fue elegido porque es un título apocalíptico y según Demonaz:

Siempre hemos reflejado un sentimiento apocalíptico, no de una manera negativa, sino de una manera poderosa. El título es un reflejo de la mayoría de las letras de las canciones, de las cuales alrededor de cuatro o cinco tienen que lidiar con ese sentimiento apocalíptico.

La portada y el arte del álbum fueron diseñados por Pär Olofsson, que había trabajado para bandas como Exodus, Dying Fetus o Dethroned. En la portada se muestra una puerta de piedra con la forma de dos enormes pájaros que custodia la entrada al reino de Blashyrkh, el mundo imaginario creado por Demonaz y que es la principal temática lírica de las canciones de Immortal. Las fotos de la banda fueron tomadas por Peter Beste.

## Gira
Para promocionar All Shall Fall, Immortal realizará en marzo una pequeña gira por Norteamérica y en verano participará en importantes festivales musicales. El primer concierto que la banda realizó tras la publicación del álbum tuvo lugar el 9 de enero de 2010, en la sala USF Verftet en su ciudad natal, Bergen. La segunda actuación de la banda en 2010, programada para el 23 de enero en festival Winternoise (Dortmund), fue cancelada por el promotor.
En marzo realizarán la mencionada gira norteamericana, con el nombre de Blashyrkh in North America. Los festivales europeos en los que Immortal participará en 2010 son: Kings of Black Metal (cabezas de cartel), Hellfest, Graspop, Metal Camp (cabezas de cartel), Norway Rock Festival y Wacken.

## Recibimiento

### Recepción del público
Este álbum entró en el Billboard estadounidense (en tres listas), convirtiendo a Immortal en la cuarta banda de black metal noruego que lo consigue tras Dimmu Borgir, Enslaved y Satyricon. Sólo en Estados Unidos vendió 3.300 copias en su primera semana.
All Shall Fall también entró por primera vez en la lista de Noruega (llegando al puesto #21 en su segunda semana) y por tercera vez en las listas de Finlandia (llegando al puesto #20) y Alemania (llegando al puesto #33).
| Año  | Álbum          | Lista                                 | Posición |
| ---- | -------------- | ------------------------------------- | -------- |
| 2009 | All Shall Fall | "Heatseekers"                         | N.º 7    |
| 2009 | All Shall Fall | Lista oficial de álbumes en Finlandia | N.º 20   |
| 2009 | All Shall Fall | Lista oficial de álbumes en Noruega   | N.º 21   |
| 2009 | All Shall Fall | "Hard Rock Albums"                    | N.º 23   |
| 2009 | All Shall Fall | Lista oficial de álbumes en Alemania  | N.º 33   |
| 2009 | All Shall Fall | Lista oficial de álbumes en Suecia    | N.º 34   |
| 2009 | All Shall Fall | Lista oficial de álbumes en Suiza     | N.º 45   |
| 2009 | All Shall Fall | Lista oficial de álbumes en Francia   | N.º 48   |
| 2009 | All Shall Fall | Lista oficial de álbumes en Austria   | N.º 52   |
| 2009 | All Shall Fall | Lista oficial de álbumes en Bélgica   | N.º 86   |
| 2009 | All Shall Fall | US Billboard 200                      | N.º 162  |

En la votación de los Metal Storm Awards el público seleccionó a All Shall Fall como el mejor álbum de black metal.

### Recepción de la crítica
All Shall Fall se convirtió en el segundo álbum de Immortal en ser nominado a los premios Spellemann. Los otros nominados fueron Code, Arabrot y The Cumshots, siendo los ganadores estos últimos. La banda, sin embargo, rechazó a nominación. También fueron nominados en dos categorías de los premios de la revista Guitar World: mejor álbum de metal extremo y mejor vestido (Abbath).
Músicos como Ben McCrow (The Rotted), Andrew Craighan (My Dying Bride) y Nick Holmes (Paradise Lost) han incluido a All Shall Fall entre los 10 mejores álbumes del año.

## Críticas
El crítico Scott Alisoglu de Blabbermouth le concedió un 7 sobre 10 y opinó que "All Shall Fall es un álbum bastante bueno, pero que no llega a la línea marcada por Sons of Northern Darkness. En general el álbum se mantiene fiel al estilo clásico de Immortal", aunque también recalcó que "el problema más grande es el ablandamiento del sonido de Immortal, especialmente en la batería".

## Lista de canciones
| N.º   | Título                 | Letras  | Música | Duración |  |
| 1.    | «All Shall Fall»       | Demonaz | Abbath | 5:57     |  |
| 2.    | «The Rise Of Darkness» | Demonaz | Abbath | 5:47     |  |
| 3.    | «Hordes To War»        | Demonaz | Abbath | 4:32     |  |
| 4.    | «Norden On Fire»       | Demonaz | Abbath | 6:15     |  |
| 5.    | «Arctic Swarm»         | Demonaz | Abbath | 4:01     |  |
| 6.    | «Mount North»          | Demonaz | Abbath | 5:07     |  |
| 7.    | «Unearthly Kingdom»    | Demonaz | Abbath | 8:30     |  |
| 40:10 |                        |         |        |          |  |

## Blashyrkh Limited Edition Bag
Aparte de las ediciones en CD y en vinilo, Nuclear Blast publicó una bolsa de edición limitada que contiene los siguientes artículos:
- Versión digipack del álbum.
- Camiseta con el logo de la banda.
- Colgante de acero inoxidable con la forma del hacha de Abbath.
- Cuatro botones.
- Póster de dos caras.
- Bolsa de plástico con el logo de Immortal.

## Créditos
| Immortal - Abbath - voz y guitarra - Horgh - batería - Apollyon - bajo | Producción - Are Mundal - intro de «Unearthly Kingdom» - Jonas Kjellgren – masterización - Pär Olofsson – arte - Peter Beste - fotografía - Pytten – ingeniero de sonido - Peter Tägtgren - producción y mezcla - Immortal - producción |

## Reconocimientos
| Premio/Publicación       | País           | Categoría                                     | Año  | Resultado               |
| ------------------------ | -------------- | --------------------------------------------- | ---- | ----------------------- |
| Spellemannprisen         | Noruega        | "Mejor álbum de metal"                        | 2010 | Nominado*               |
| Terrorizer               | Reino Unido    | "Mejores álbumes del año 2009"                | 2010 | 5                       |
| Terrorizer               | Reino Unido    | "Mejores bandas del año 2009"                 | 2010 | 5                       |
| Terrorizer               | Reino Unido    | "Mejores portadas del año 2009"               | 2010 | 2                       |
| Terrorizer               | Reino Unido    | "Mejores vocalistas del año 2009"             | 2010 | 4 (Abbath)              |
| Terrorizer               | Reino Unido    | "Personalidad del año 2009"                   | 2010 | 4 (Abbath)              |
| Terrorizer               | Reino Unido    | "Evento musical más importante del año 2009"  | 2010 | 1 (Regreso de Immortal) |
| Guitar World             | Estados Unidos | "Mejores álbum de metal extremo del año 2009" | 2010 | Nominado                |
| Metal Hammer Golden Gods | Reino Unido    | "Mejor banda underground"                     | 2010 | Ganador                 |

*: Immortal rechazó la nominación.